# Pachymerola vitticollis
Pachymerola vitticollis är en skalbaggsart som beskrevs av Bates 1892. Pachymerola vitticollis ingår i släktet Pachymerola och familjen långhorningar. Inga underarter finns listade i Catalogue of Life.